# Matthias Krieg
Matthias Krieg (* 12. Januar 1980 in Ludwigsburg) ist ein ehemaliger deutscher Basketballspieler. Der 2,04 Meter große Innenspieler kam in den Farben von TSK Universa Bamberg zu zehn Einsätzen in der Basketball-Bundesliga.

## Karriere
Krieg wechselte im Jahr 2000 von der BG Ludwigsburg zu TSK Universa Bamberg in die Basketball-Bundesliga. Im Verlaufe des Spieljahres 2000/01 wurde er von den Oberfranken in zehn Erstligapartien eingesetzt und erzielte insgesamt acht Punkte. Darüber hinaus sammelte er dank einer „Doppellizenz“ Spielerfahrung beim TSV Breitengüßbach in der 2. Basketball-Bundesliga.
Der Centerspieler verließ Bamberg und Deutschland 2001 und ging in die Vereinigten Staaten, wo er seine Basketball-Laufbahn auf Universitätsniveau weiterführte. Von 2001 bis 2003 studierte und spielte Krieg an der Missouri State University-West Plains sowie von 2003 bis 2005 an der texanischen Abilene Christian University.
In der Spielzeit 2007/08 war er wieder in Deutschland basketballerisch tätig und verstärkte den Regionalligisten MTV Stuttgart. Zwischen 2008 und 2012 lief er für München Basket auf (zunächst in der 2. Bundesliga ProB, später in der Regionalliga).
Beruflich wurde der studierte Betriebswirt in der Energiebranche tätig.

### Nationalmannschaft
Krieg nahm im August 1999 mit der deutschen U20-Nationalmannschaft an der Ausscheidungsrunde zur Europameisterschaft teil und erzielte in sechs Länderspieleinsätzen im Durchschnitt 3,2 Punkte.